# Conny Glogger

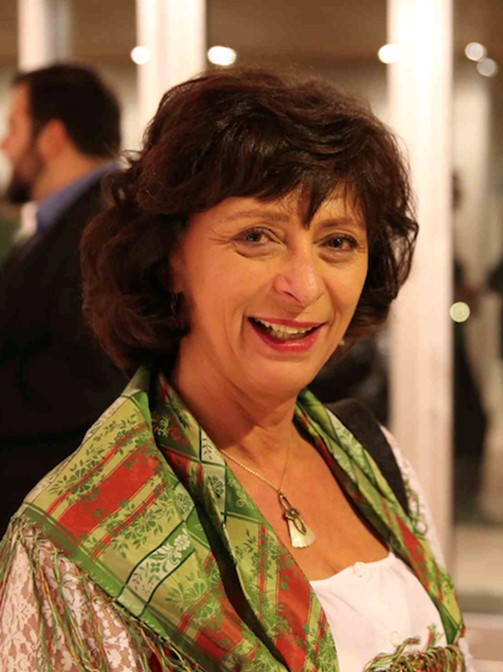
Conny Glogger, 2016

Cornelia Glogger (* 14. Juli 1956 in Günzburg) ist eine bayerische Schauspielerin und Radiomoderatorin.

## Leben
Conny Glogger wuchs in Farchant sowie in Garmisch-Partenkirchen auf. Sie studierte Theaterwissenschaft mit Magisterabschluss und absolvierte eine Ausbildung an der Münchener Otto-Falckenberg-Schule. Theaterengagements hatte sie an den Städtischen Bühnen Augsburg, dem Landestheater Coburg und am Münchner Volkstheater.
Einem größeren Publikum wurde sie unter anderem durch mehrere Folgen der Reihe Weißblaue Geschichten und als Marlies Goll in Tierarzt Dr. Engel bekannt. 1984 spielte Conny Glogger im Ersten im WDR-Tatort Rechnung ohne Wirt (Regie: Peter Adam) das Love Interest von Schimanskis Partner Thanner (Eberhard Feik). 1987 war Conny Glogger in Eichbergers besondere Fälle Walter Sedlmayrs Tochter und in Dr. Wagmüller seine Arzthelferin. Im ZDF arbeitete Conny Glogger von 1997 bis 2002 in Wolfgang Fiereks Praxis Tierarzt Dr. Engel (Regie: Werner Masten). Im Bayerischen Fernsehen war sie mehrmals im Komödienstadel zu sehen und 1997 in Willy Puruckers Zweiteiler Mali (als Gegenspielerin von Wunderheilerin Mali / Christine Neubauer; Regie: Rainer Wolffhardt). Zu ihren weiteren Fernsehserien zählen Glückliche Reise in ProSieben, Der Bulle von Tölz in Sat.1 und Die Rosenheim-Cops im ZDF.
Hauptrollen spielte sie u. a. 1992 in Glückliche Reise auf Pro7, 1995–1996 in Frauenarzt Dr. Markus Merthin im ZDF, 1996/97 im ORF in Reinhard Schwabenitzkys sechsteiliger Politsatire Der ideale Kandidat (als Partnerin von Titelheld Herbert Fux), 1997–2002 in Tierarzt Dr. Engel sowie 2000 im Bayerischen Fernsehen in Willy Puruckers Mehrteiler Geschichten aus dem Nachbarhaus (als Partnerin von Hausmeister Erich Hallhuber).
2016 erhielt Conny Glogger den „Georg Lohmeier Gedächtnispreis“.

## Radio (Auswahl)
Conny Glogger war bis zum 23. Mai 2020 regelmäßig im Bayern 2 Rucksackradio zu hören.
Außerdem moderierte sie auf BR Heimat die Sendungen Habe die Ehre!, Feierabend und den Heimatspiegel. Des Weiteren gestaltete sie die Sendung Schmankerl und ist Grischdiene, die schwäbische Stubenfliege im Mundart Betthupferl. Auf Bayern plus war sie Gastgeberin im Sonntagsgespräch.
Zusammen mit Johannes Hitzelberger spielte Conny Glogger „Die Schrägles – Szenen einer schwäbischen Ehe“.

## Theater (Auswahl)
- 1980/1981: Luisenburgfestspiele Wunsiedel Der Holledauer Schimmel
- 1986: Landestheater Coburg Mirandolina
- 1986: Stadttheater Augsburg Die schwäbische Schöpfung
- 1987: Münchner Volkstheater Der Gwissenswurm
- 1988: Münchner Volkstheater Moral
- 2003: Kultursommer Garmisch-Partenkirchen Alpenkönig und Menschenfeind
- 2004: Historienspiel Fürstenfeldbruck Ludewig der Strenge
- 2004: Neuburg an der Donau Die keusche Hur
- 2010: Kultursommer Garmisch-Partenkirchen Flucht in die Heimat

Regelmäßig präsentiert Conny Glogger u. a. im Staatstheater am Gärtnerplatz in München zusammen mit Gerd Anthoff, Michael Lerchenberg und Orchester die Opern auf Bayrisch von Paul Schallweg.

## Filmografie (Auswahl)
- 1978–2014: im Komödienstadel
  - 1978: Der ledige Hof – als Theres
  - 1980: Der Strohwitwer – als Susi Bachwieser
  - 1989: Der brave Sünder – als Hausmädchen Kathi
  - 1996: Minister gesucht – als Haushälterin Anni
  - 1998: Der verkaufte Großvater – als Magd Zenz
  - 1999: Lachende Wahrheit – als Masseuse
  - 2002: Achterbahn ins Glück – als Jutta Hollunderbäumer
  - 2008: Foulspui – als Esmeralda
  - 2014: 1001 Nacht in Tegernbrunn – als Gundi Steinberger

- 2008–2011: im Chiemgauer Volkstheater
  - 2008: Hugos Heldentat – als Inge Speck
  - 2009: Der Hauptgewinn – als Kathrin Mair
  - 2010: Weil mir zwoa Spezi san – als Kirchleitnerin
  - 2011: Alibi-Bauernhof – als Heidi Obermüller
- 2022: Oskars Kleid

## Fernsehrollen (Auswahl)
- 1983: Der Glockenkrieg (mit Toni Berger und Enzi Fuchs)
- 1984: Tatort: Rechnung ohne Wirt (mit Götz George)
- 1992: Glückliche Reise (mit Thomas Fritsch und Volker Brandt)
- 1988: Hessische Geschichten – Wer nicht kommt zur rechten Zeit
- 1987: Eichbergers besondere Fälle (Serie mit Walter Sedlmayr und Billie Zöckler)
- 1995/1996: Frauenarzt Dr. Markus Merthin (mit Sascha Hehn), TV-Serie
- 1997: Der Bulle von Tölz: Leiche dringend gesucht
- 1997: Forsthaus Falkenau – Die Husky-Story
- 1997: Mali (mit Christine Neubauer und Ernst Hannawald)
- 1997–2002: Tierarzt Dr. Engel (Serie mit Wolfgang Fierek)
- 1999: Am Anfang war der Seitensprung (als Sporttrainerin)
- 2000/01: Geschichten aus dem Nachbarhaus (mit Erich Hallhuber und Maria Singer)
- 2004: Der Bulle von Tölz: Das Wunder von Wemperding
- 2004: Um Himmels Willen – Letzte Vorstellung TV-Serie
- 2005: Die Rosenheim-Cops – Schneewittchens letzter Ritt TV-Reihe
- 2006: Luginsland – Mord in aller Unschuld TV-Reihe
- 2006: Tatort: A gmahde Wiesn TV-Reihe
- 2008: Normal is des ned! (mit Monika Gruber und Günter Grünwald)
- 2009: Der Bergdoktor – Schuld und Sühne TV-Serie
- 2010: Zimmer mit Tante (mit Jutta Speidel)
- 2010: SOKO 5113 – Untreu bis in den Tod TV-Serie
- 2012: Mord in bester Gesellschaft – Tod der Sünde TV-Reihe
- 2012: Die Rosenheim-Cops – Erben will gekonnt sein TV-Serie
- 2012/2013/2014: Im Schleudergang
- 2014: München 7 – Der Neue TV-Serie (u. a. mit Monika Gruber und Christine Neubauer)
- 2014: Um Himmels Willen – Einfach nur Liebe TV-Serie
- 2015: Hubert & Staller  TV-Serie
- 2016: Die Rosenheimcops  TV-Serie
- 2020: Die Chefin  TV-Serie
- 2021: Gestern waren wir noch Kinder (TV 6-Teiler)